# Alexander Ingram Fisher
Pour les articles homonymes, voir Fisher.
Alexander Ingram Fisher (20 novembre 1875-10 décembre 1943) est un homme politique canadien de la Colombie-Britannique. Il est député provincial libéral de la circonscription britanno-colombienne de Fernie de 1916 à 1920.

## Biographie
Né à Watertown, maintenant partie de Hamilton, en Ontario, Fisher étudie à Dundas, à l'université de Toronto et à la Osgoode Hall Law School. Nommé au barreau de l'Ontario en 1906 et au barreau de la Colombie-Britannique en 1907. 
Défait en 1909, il parvient a entrée à l'Assemblée législative de la Colombie-Britannique en 1916. À nouveau défait en 1920, il entame une carrière de magistrat en étant nommé au conseiller du roi en 1923. En 1929, Fisher entre à la Cour suprême de la Colombie-Britannique et est élevé à la Cour d'appel de la Colombie-Britannique en 1942.
Fisher meurt dans une hôpital de Toronto en décembre 1943 à l'âge de 68 ans.